# Agrilus pecirkai
Agrilus pecirkai es una especie de insecto del género Agrilus, familia Buprestidae, orden Coleoptera.
Fue descrita científicamente por Obenberger, 1916.